# Moritz Heinrich
Moritz Andreas Heinrich (* 3. Juli 1997 in München) ist ein deutscher Fußballspieler.

## Karriere
Heinrich spielte in seiner Jugend für den TSV 1860 München. Nach seiner Juniorenzeit wechselte er in die zweite Mannschaft der Münchener, die in der Regionalliga Bayern spielte. Im Juni 2017 wechselte er zum Drittligisten Preußen Münster, für den er am 22. Juni 2017 gegen Rot Weiß Erfurt sein erstes Profispiel bestritt. Sein bis Juni 2019 gültiger Vertrag wurde im Frühjahr nicht verlängert.
Zur Drittligasaison 2019/20 kehrte der Offensivspieler in seine Heimatregion zurück und unterschrieb einen Zweijahresvertrag bei der SpVgg Unterhaching. Mit dieser stieg er 2021 aus der 3. Liga ab. Daraufhin schloss er sich dem Zweitligaabsteiger Würzburger Kickers an. Dort kam er in der Saison 2021/22 auf 22 Drittligaeinsätze, stieg jedoch erneut ab. Somit verließ Heinrich den Verein nach einem Jahr wieder.
Zur Saison 2022/23 schloss sich Heinrich der SpVgg Bayreuth an, die zuvor in die 3. Liga aufgestiegen war. Für Bayreuth kam er zu 32 Einsätzen in der 3. Liga, aus der er aber zu Saisonende zum dritten Mal in Folge abstieg. Anschließend verließ er das Team nach Saisonende wieder. Nachdem er in der Sommertransferphase keinen Verein gefunden hatte, wechselte er im September 2023 zum österreichischen Zweitligisten DSV Leoben. Für Leoben absolvierte er 20 Partien in der 2. Liga. Nachdem dem Team nach der Saison 2023/24 allerdings die Zulassung für die 2. Liga entzogen worden war, verließ er den Verein wieder.
Zur Saison 2024/25 wechselte Heinrich im Anschluss nach Griechenland zum Zweitligisten PAS Ioannina.